# Nemanja Vučićević
Nemanja Vučićević (født 11. august 1979) er en serbisk fodboldspiller.